# Suzhou Ladies Open 2013
Il Suzhou Ladies Open 2013 è stato un torneo professionistico di tennis femminile giocato sul cemento. È stata la 2ª edizione del torneo, che fa parte del WTA Challenger Tour 2013. Si è giocato a Suzhou in Cina dal 5 all'11 agosto 2013.

## Partecipanti

### Teste di serie
| Nazionalità | Giocatrice          | Ranking* | Testa di serie |
| ----------- | ------------------- | -------- | -------------- |
| Ungheria    | Tímea Babos         | 103      | 1              |
| Giappone    | Misaki Doi          | 106      | 2              |
| Israele     | Shahar Peer         | 109      | 3              |
| Cina        | Zhang Shuai         | 113      | 4              |
| Cina        | Duan Yingying       | 128      | 5              |
| Cina        | Zhou Yimiao         | 134      | 6              |
| Thailandia  | Tamarine Tanasugarn | 160      | 7              |
| Francia     | Alizé Lim           | 165      | 8              |

* Ranking al 29 luglio 2013.

### Altre partecipanti
Giocatrici che hanno ricevuto una wild card:
- Zhu Lin
- Yang Zi
- Liu Chang
- Wang Yafan

Giocatrici che sono passate dalle qualificazioni:
- Liu Fangzhou
- Han Xinyun
- Peangtarn Plipuech
- Hu Yueyue

## Campionesse

### Singolare
Shahar Peer ha sconfitto in finale  Zheng Saisai per 6–2, 2–6, 6–3.

### Doppio
Tímea Babos /  Michaëlla Krajicek hanno sconfitto in finale  Han Xinyun /  Eri Hozumi per 6–2, 6–2.